# Olszyna (Rozkochów)
Olszyna – część wsi Rozkochów w Polsce, położona w województwie opolskim, w powiecie krapkowickim, w gminie Walce. Historycznie leży na Górnym Śląsku, na ziemi prudnickiej.
W latach 1975–1998 Olszyna położona była w województwie opolskim. Do 1956 w powiecie prudnickim.
W miejscowości brak zabudowy.
W 1921 w zasięgu plebiscytu na Górnym Śląsku znalazła się tylko część powiatu prudnickiego. Olszyna znalazła się po stronie wschodniej, w obszarze objętym plebiscytem.

## Nazwa
2 kwietnia 1949 r. nadano miejscowości, wówczas administracyjnie związanej z Rozkochowem i należącej do powiatu prudnickiego, polską nazwę Olszyna.